# Pavao Kauders
Pavao Kauders (Zagreb, 1893. – Tel Aviv, 1979.) hrvatski športski dužnosnik i djelatnik židovskog podrijetla.

## Trgovac
1912. godine završava Trgovačku akademiju i bavi se prodajom športskih rekvizita u Zagrebu.

## Športski djelatnik
Od 1913. godine je uz Milana Grafa jedini hrvatski nogometni sudac s položenim sudačkim ispitom. Na osnivačkoj skupštini Jugoslavenskog nogometnog saveza izabran je za člana upravnog i poslovnog odbora. Prvi je tajnik Zagrebačkog nogometnog podsaveza, a od 1921. godine i njegov potpredsjednik. Sudjelovao je u osnivanju sudačke nogometne organizacije 1919. godine u Zagrebu. Do 1941. godine, dok je živio u Zagrebu, bio je aktivan u Jugoslavenskom olimpijskom odboru i u više zagrebačkih nogometnih klubova. Sastavljao je pravila i pravilnike JNS-a, te bio veliki propagator nogometa i tumač modernih pravila nogometne igre.

## Novinar
Prvo izdanje Nogometnih pravila objavio je 1. ožujka 1920. godine. Zajedno s Mariom Riegerom 1921. godine objavljuje Športski kalendar, prvi godišnjak koji sustavno objavljuje rezultate brojnih športskih grana. Bio je športski izvjestitelj i urednik športske rubrike Jutarnjeg lista.